# قانون مالي
القانون المالي هو قانون وتنظيم لقطاعات التأمين، والمشتقات، والتجارة المصرفية، وأسواق رأس المال وإدارة الاستثمار. فهم القانون المالي أمر حاسم لتقدير إنشاء وتشكيل التنظيمين المصرفي والمالي، وكذلك الإطار القانوني للتمويل بشكل عام. يشكل القانون المالي جزءًا كبيرًا من القانون التجاري، خصوصًا نسبة كبيرة من الاقتصاد العالمي، وتعتمد الفواتير القانونية على سياسة قانونية سليمة وواضحة تتعلق بالمعاملات المالية. لذلك القانون المالي كقانون للصناعات المالية ينطوي على مسائل القانون العام والخاص. فهم الآثار القانونية للمعاملات والهياكل مثل التعويض، أو السحب على المكشوف أمر حاسم لتقدير تأثيرها في المعاملات المالية. هذا صلب القانون المالي. إذًا يميز القانون المالي تضييقًا أكبر من القانون التجاري أو قانون الشركات من خلال التركيز بشكل أساسي على المعاملات المالية والسوق المالية والمشاركين فيها، على سبيل المثال، قد يكون بيع السلع جزءًا من القانون التجاري ولكنه ليس قانونًا ماليًا. يمكن فهم القانون المالي على أنه مكون من ثلاثة أساليب شاملة، أو أعمدة لتشكيل القانون وتصنيفها إلى خمسة صوامع معاملات تشكل مختلف المراكز المالية السائدة في التمويل.
للاطلاع على تنظيم الأسواق المالية انظر التنظيم المالي الذي يتميز عن القانون المالي في هذا التنظيم الذي يحدد المبادئ التوجيهية والإطار والقواعد التشاركية للأسواق المالية واستقرارها وحمايتها من المستهلكين، في حين يصف القانون المالي القانون المتعلق بجميع جوانب التمويل، بما في ذلك القانون الذي يسيطر على سلوك الأطراف الذي يشكل التنظيم المالي جانبًا فيه.
يُفهم القانون المالي على أنه يتكون من ثلاثة أركان لتشكيل القانون، وهي بمثابة آليات التشغيل التي يتفاعل عليها القانون مع النظام المالي والمعاملات المالية بشكل عام. هذه المكونات الثلاثة هي ممارسات السوق، وقضايا قانونية والتنظيم؛ العمل الجماعي لتحديد إطار تسير عليه الأسواق المالية. بينما شهد التنظيم طفرة في أعقاب الأزمة المالية في 2007 – 2008، فإن دور القضايا القانونية وممارسات السوق لا يمكن التقليل من أهميتها. علاوة على ذلك، إن التنظيم غالبًا ما يُصاغ من خلال الممارسات التشريعية؛ تعمل قواعد السوق والقضايا القانونية كمهندسين رئيسيين للنظام المالي الحالي وتوفر الركائز التي تعتمد عليها الأسواق. من المهم بمكان بالنسبة للأسواق القوية أن تكون قادرة على استخدام كل من التنظيم الذاتي والاتفاقيات وكذلك القضايا القانونية المستغلة تجاريًا. هذا يجب أن يكون إضافيًا للتنظيم. من المحتمل أن يؤدي التوازن غير الصحيح للركائز الثلاث إلى عدم الاستقرار والصلابة داخل السوق مما يساهم في عدم السيولة. على سبيل المثال، أعاد القانون غير الملزم لآراء بوتس في عام 1997 إعادة تشكيل سوق المشتقات وساعد على توسيع انتشار المشتقات. تستند هذه الركائز الثلاث إلى عدة مفاهيم قانونية يعتمد عليها القانون المالي، ولا سيما الشخصية المعنوية، والتقاص، والدفع الذي يسمح لعلماء القانون بتصنيف الأدوات المالية وهياكل السوق المالية إلى خمس صوامع قانونية؛ تلك هي مراكز بسيطة، ومراكز ممولة، ومراكز مدعومة بالأصول، ومراكز صافية ومراكز مجمعة. تستخدمها الأكاديمية جوانا بنيامين لتسليط الضوء على الفروق بين مجموعات مختلفة من هياكل المعاملات القائمة على أسس المعاملة الشائعة بموجب القانون. تُستخدم أنواع المراكز الخمسة كإطار لفهم المعاملة القانونية والقيود المقابلة للأدوات المستخدمة في التمويل (مثل ضمان أو سند مدعوم بالأصول).